# Axvallsvägen

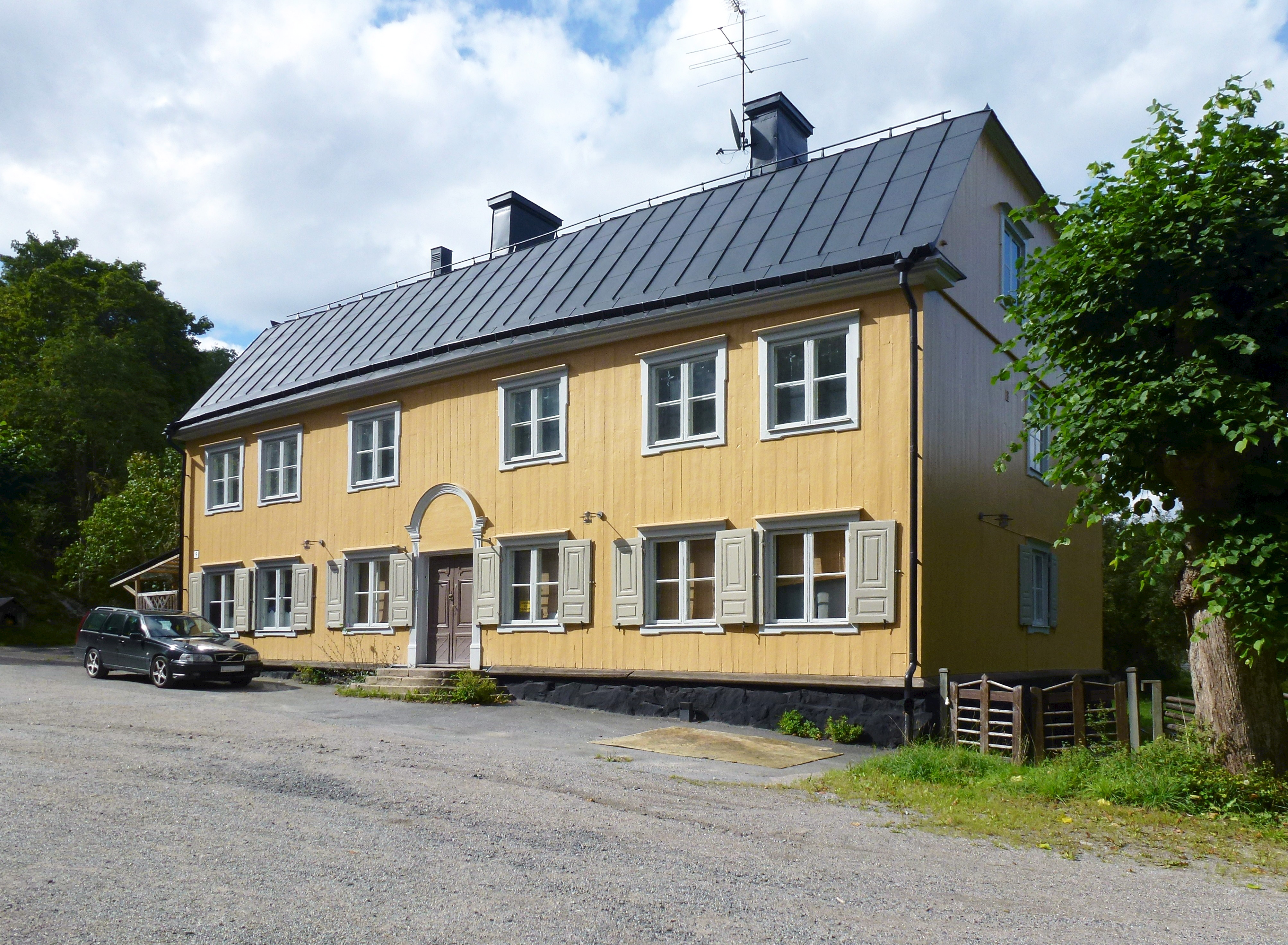
Lilla Sickla med adress Axvallsvägen 9 i augusti 2014.

Axvallsvägen är en gata i nordöstra Björkhagen i Stockholm. Axvallsvägen utgår från Karlskronavägen i söder och sträcker sig nord-ost till fastigheten Lilla Sickla samt i nord-väst till Läckövägen. 